# Ильясова, Сабина (волейболистка)
Сабина Ильясова (азерб. Səbinə İlyasova, род. 2 июля 1997 года, Баку, Азербайджан) — азербайджанская волейболистка, доигровщица азербайджанского клуба «UNEC».

## Биография
Родилась 2 июля 1997 года в Баку.
С 2019 года выступает за команду «UNEC», вместе с которой в сезоне 2021/2022 заняла 4 место в азербайджанской Суперлиге.